# Lignières (Loir-et-Cher)
Lignières é uma comuna francesa na região administrativa do Centro, no departamento Loir-et-Cher. Estende-se por uma área de 15,75 km². Em 2010 a comuna tinha 392 habitantes (densidade: 24,9 hab./km²).